# Anton Hansch

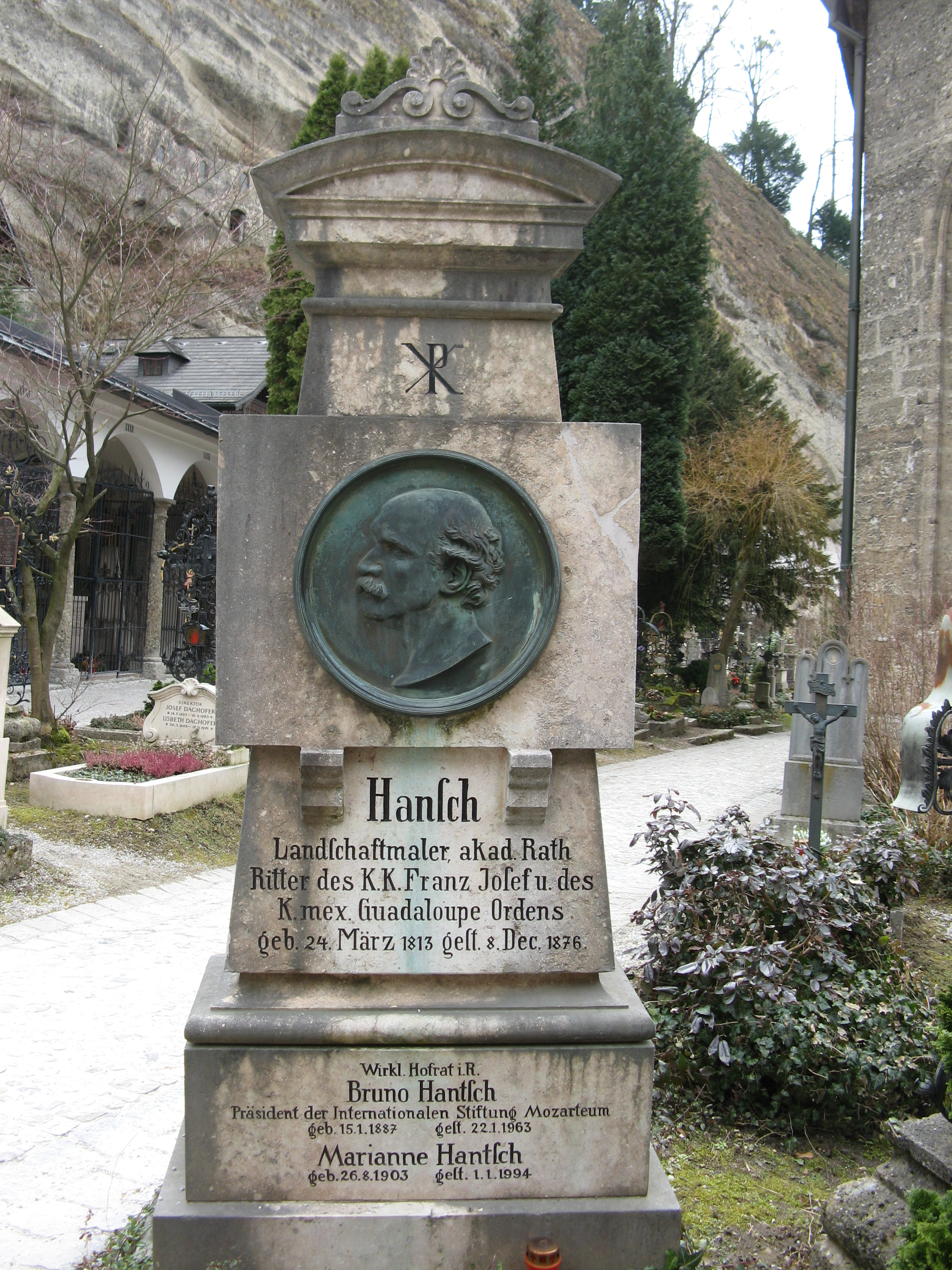
Tomba di Anton Hansch a Salisburgo

Anton Hansch (Vienna, 24 marzo 1813 – Salisburgo, 8 dicembre 1876) è stato un pittore austriaco.

## Biografia
Hansch nacque a Vienna, il 24 marzo 1813. Fu l'allievo di Josef Mössmer all'Accademia di belle arti di Vienna, e in seguito studiò arte con il suo amico Friedrich Gauermann in Germania, Italia, Belgio e in Svizzera. Nel 1875 Anton si trasferì a Salisburgo, dove morì l'anno seguente, all'età di 63 anni. Anton Hansch proveniva da un'antica famiglia viennese.

Anton Hansch
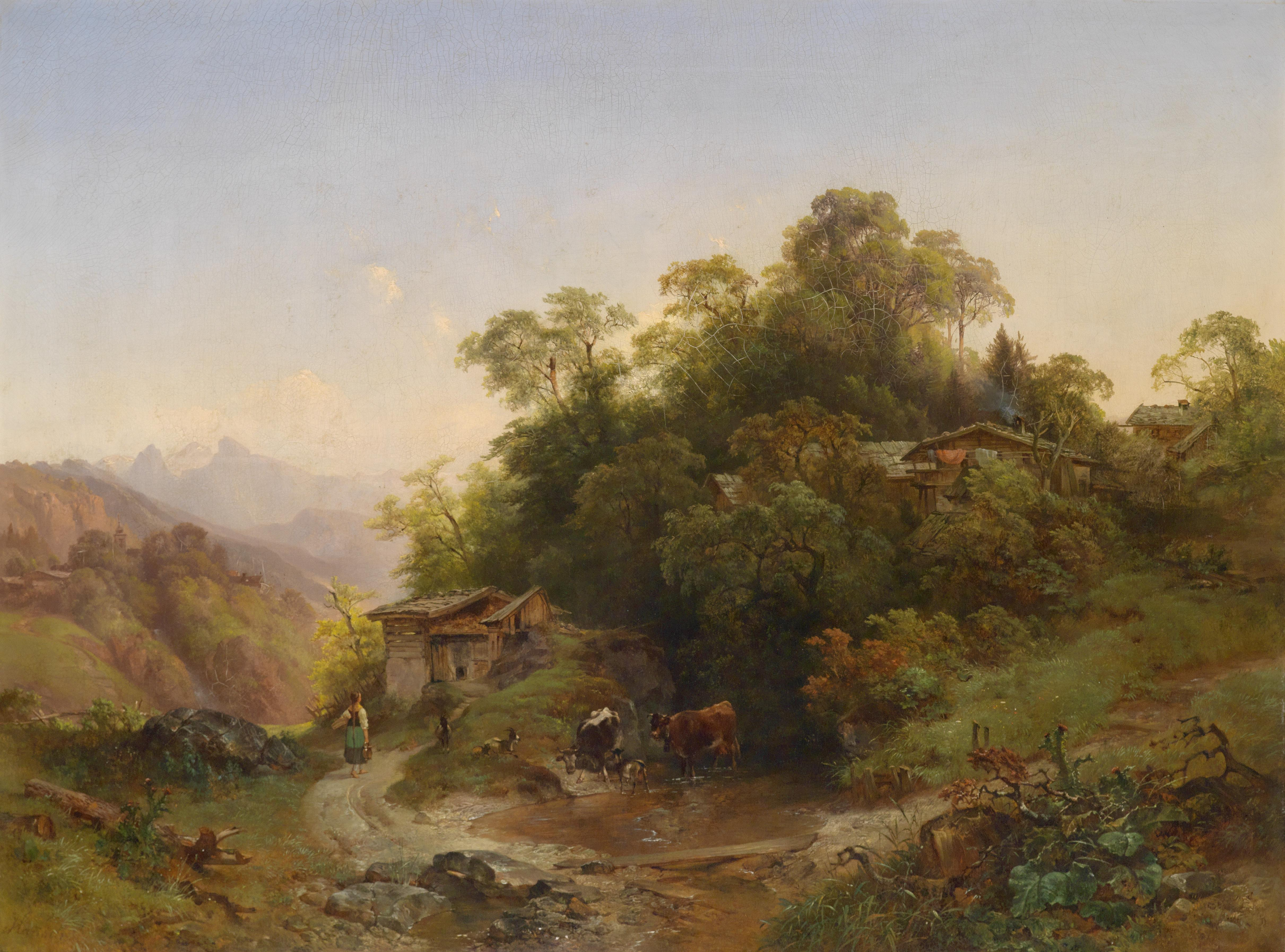
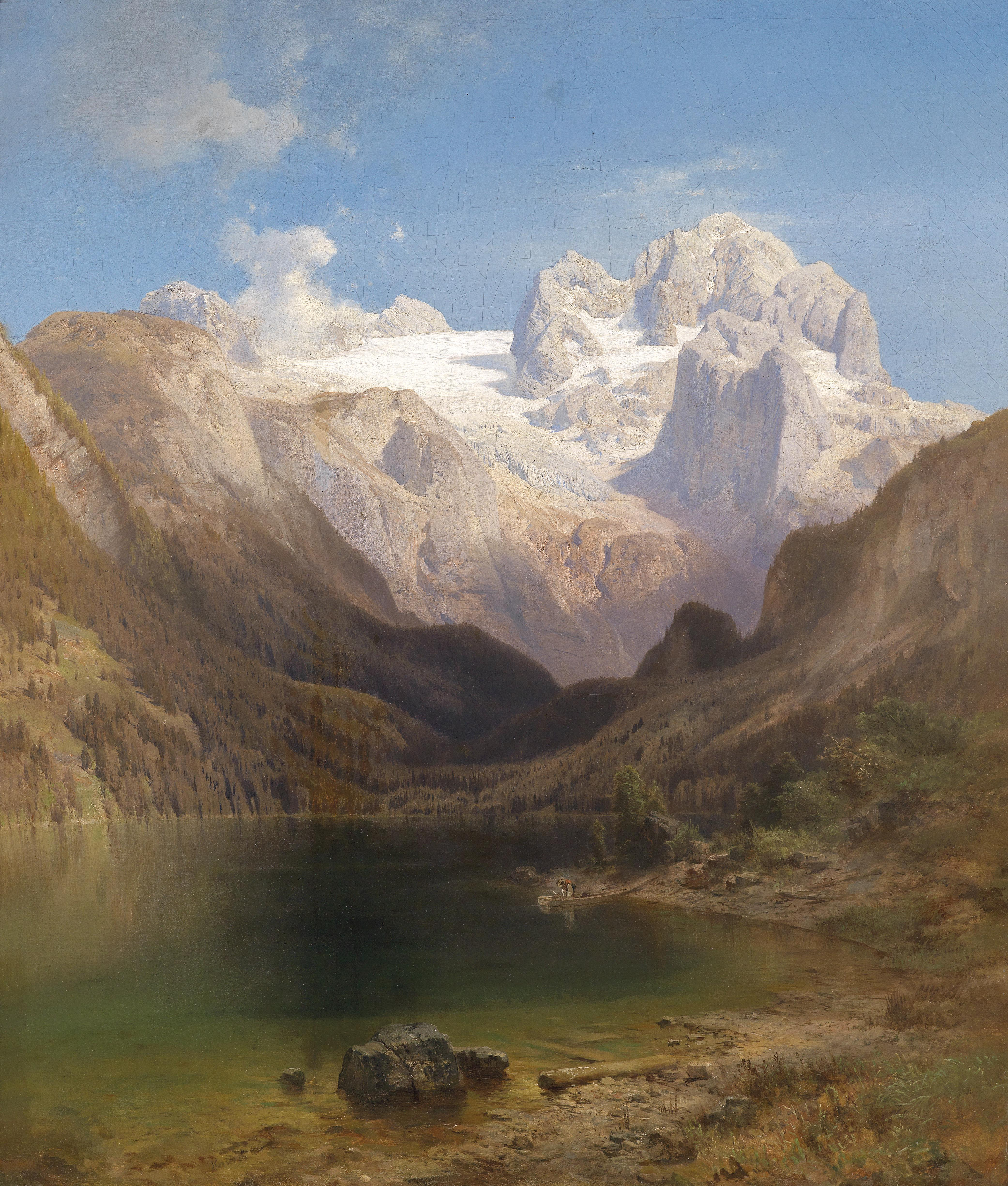
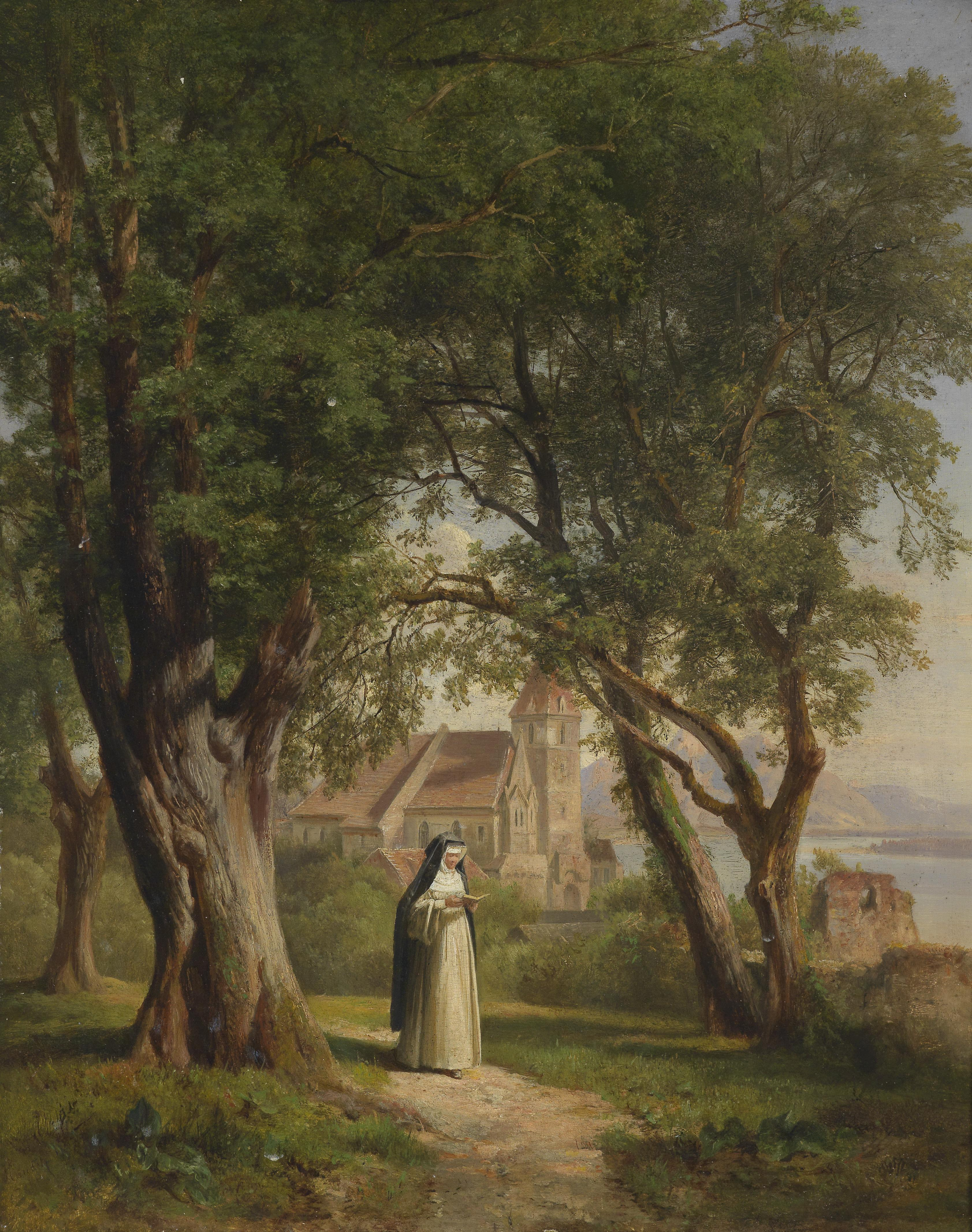
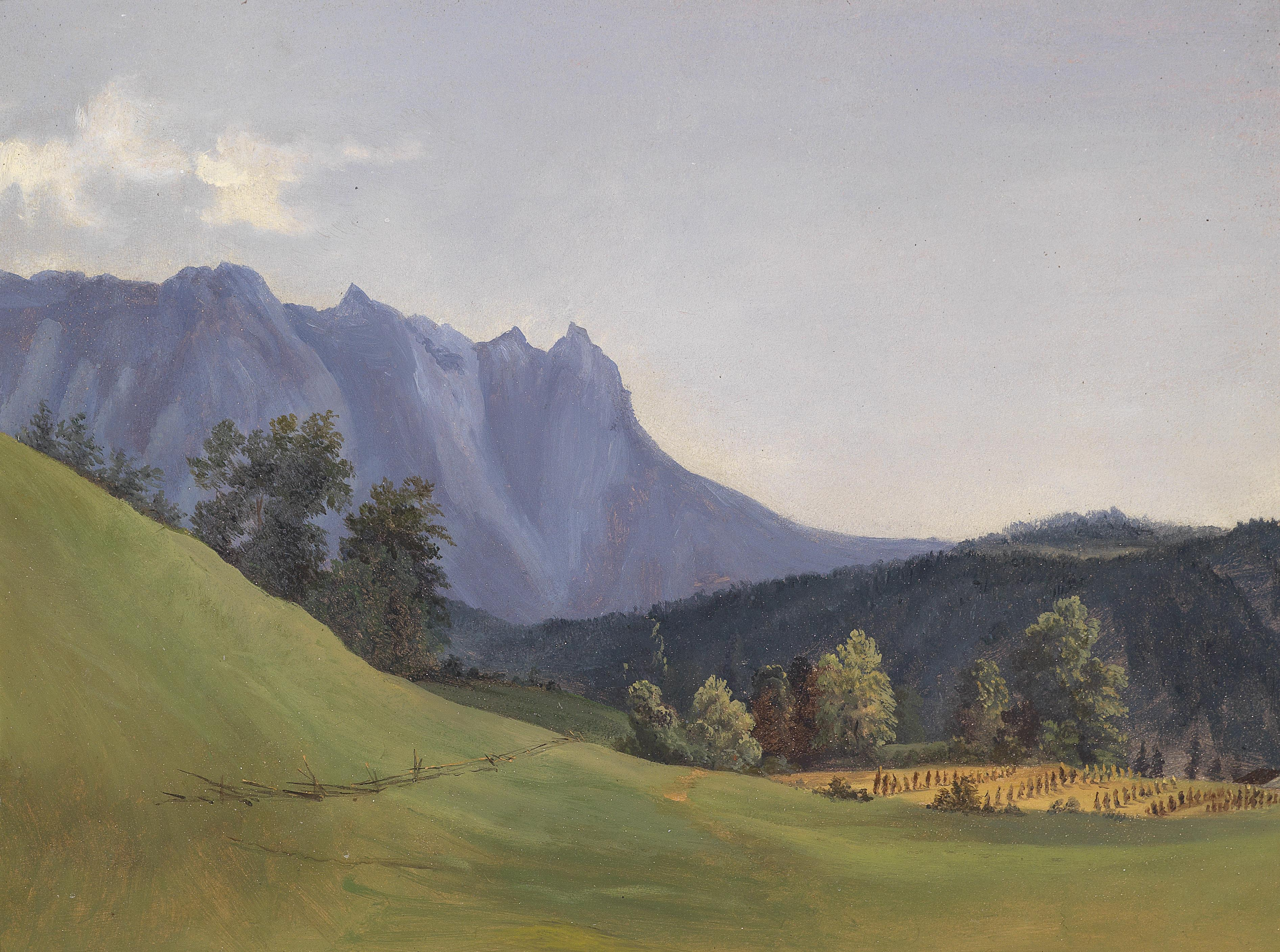

## Dipinti
- Untersberg und Watzmann von der Salzach aus, 1850
- Unter den Linden-Abendlandschaft, 1858
- Der Stubaiferner in Tirol, 1875
- Der Großvenediger
- Der Melnik im Maltatal in Kämten